# Massaker von Istanbul

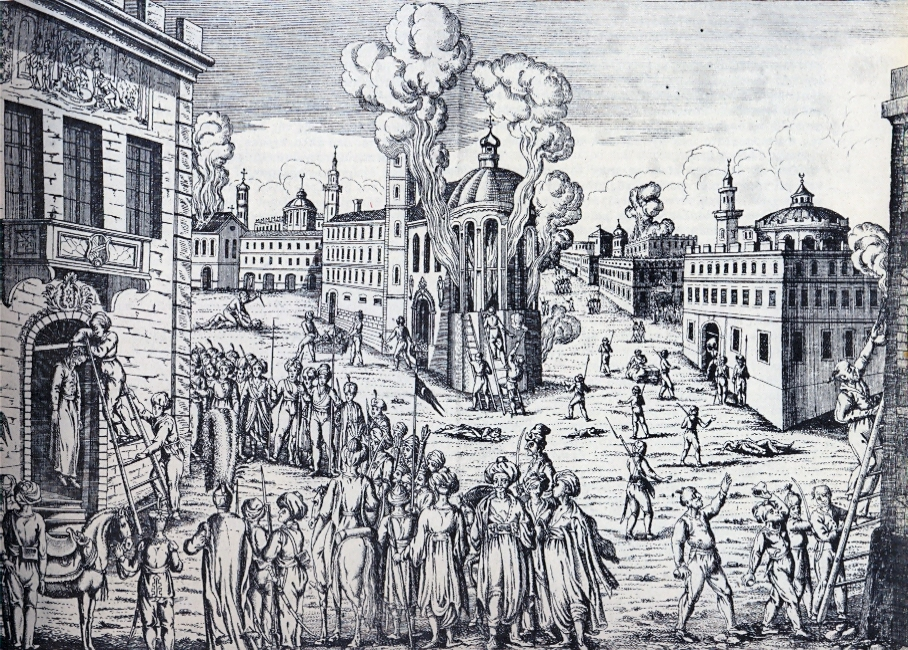
Zeitgenössische Darstellung der Pogrome

Das Massaker von Istanbul wurde im Jahr 1821 von Türken, teilweise auch von osmanischen Behörden, als Reaktion auf den Ausbruch des Griechischen Unabhängigkeitskrieges an der griechischen Bevölkerung von Istanbul (Phanarioten) verübt. Sobald die ersten Nachrichten über den griechischen Aufstand die osmanische Hauptstadt erreichten, kam es zu Massenexekutionen, Pogromen, der Zerstörung von Kirchen und der Plünderung des Eigentums griechischer Bewohner der Stadt. Die Ereignisse gipfelten in der Erhängung des Ökumenischen Patriarchen Gregor V. und der Enthauptung des Dragoman der Hohen Pforte Konstantin Mourousis.

## Hintergrund
Anfang März 1821 überschritt der griechische General Alexander Ypsilanti den Prut und marschierte im Fürstentum Moldau ein, das zu jener Zeit ein Vasallenstaat des Osmanischen Reichs war. Ziel war es, dem osmanischen Sultan dieses Gebiet zu entreißen. Es war der Beginn des griechischen Unabhängigkeitskrieges gegen das Osmanische Reich. Schnell verbreitete sich das Gerücht, dass Türken von Griechen in den Donaufürstentümern massakriert worden seien, insbesondere in Iași und Galați. Der Großwesir befahl die Verhaftung von sieben griechischen Bischöfen in Istanbul. Darüber hinaus trafen am Abend des 2. April erste Nachrichten von einem griechischen Aufstand in Südgriechenland in Istanbul ein. Tatsächlich hatte sich die Rebellion schnell auf Morea, Attika, die ägäischen Inseln, Thessalien und Makedonien ausgeweitet. Es kam zu ersten Übergriffen auf die türkische Bevölkerung der Regionen, die sich mit Übergriffen auf Griechen rächte.
Sultan Mahmud II. beschuldigte führende Persönlichkeiten der griechischen Gemeinschaft, insbesondere den Ökumenischen Patriarchen Gregor V. und den Dragoman der Hohen Pforte, Konstantin Mourousis, Kenntnis von den Plänen eines Aufstandes gehabt zu haben, doch beide beteuerten ihre Unschuld. Trotzdem forderte der Sultan eine Fatwa vom Schaich al-Islam Haci Halil Efendi, die ein Massaker gegen alle im Reich lebenden Griechen erlauben sollte. Der Großmufti war verpflichtet, dem Wunsch des Sultans nachzukommen, doch der Patriarch konnte den Mufti überzeugen, dass nur wenige Griechen in den Aufstand verwickelt waren, und so zog Haci Halil Efendi die Fatwa zurück. Dafür wurde Haci Halil Efendi vom Sultan später verbannt.
Der Ökumenische Patriarch wurde von den osmanischen Behörden gezwungen, die Revolutionäre zu exkommunizieren, was er am Palmsonntag 1821 auch tat. Obwohl er an dem Aufstand nicht beteiligt war, betrachtete ihn die Hohe Pforte immer noch als des Verrats schuldig, weil er als Vertreter der orthodoxen Bevölkerung des Osmanischen Reiches den Aufstand nicht verhindert hatte.

## Hinrichtung des Patricharchen von Konstantinopel und des Dragoman der Hohen Pforte

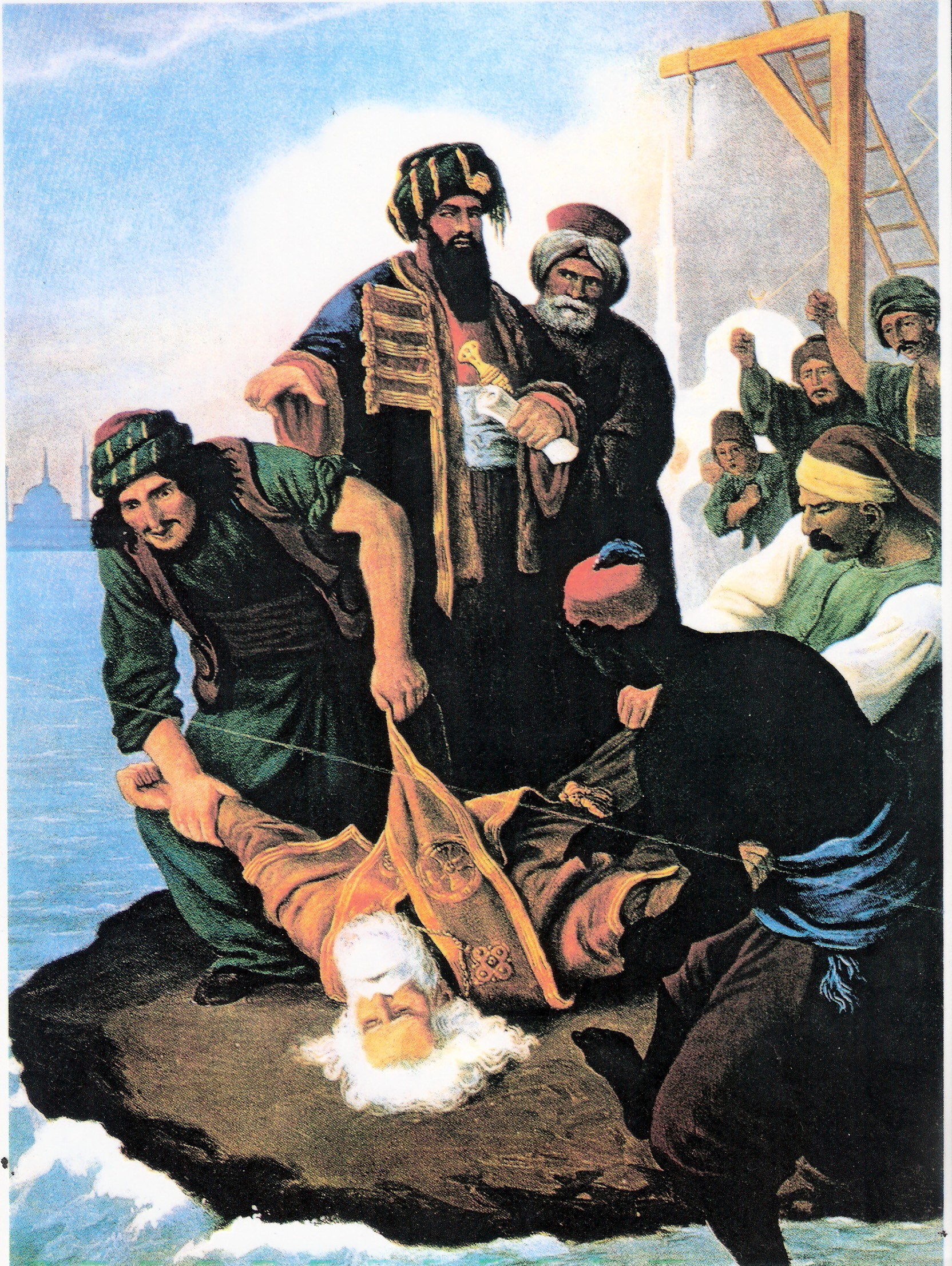
Peter von Hess, Darstellung des Wurfes des Leichnams des Patriarchen Gregor V. von Konstantinopel in den Bosporus

Obwohl der Patriarch den Forderungen nach einer Exkommunikation der Revolutionäre nachgekommen war, konnte er den osmanischen Herrscher nicht beschwichtigen. Noch am Tag der Exkommunikation befahl der Sultan die Hinrichtung des Großen Dragoman Konstantin Mourousis. Er wurde am Amtssitz des Reis ül-Küttab verhaftet und enthauptet, sein Körper öffentlich ausgestellt. Darüber hinaus wurden auch sein Bruder und führende Mitglieder der Phanarioten hingerichtet, obwohl tatsächlich nur wenige Griechen mit den Revolutionären verbunden waren.
Trotz der Bemühungen des orthodoxen Patriarchen, seine Loyalität gegenüber dem Sultan zu bekennen, konnte er diesen nicht überzeugen. Eine Woche nach der Exkommunikation wurde er am Ostersonntag, 10. April 1821, nach einer liturgischen Feier von osmanischen Soldaten verhaftet und am zentralen Tor des Patriarchats gehängt. Sein Körper blieb drei Tage lang am Tor hängen, wurde dann der Bevölkerung übergeben, die ihn durch die Straßen schleifte und anschließend ins Goldene Horn warf. Der Leichnam wurde schließlich von der griechischen Besatzung eines russischen Schiffes geborgen, nach Odessa gebracht und fünfzig Jahre später nach Griechenland überführt, wo Gregor V. am 100. Jahrestag seines Todes von der griechisch-orthodoxen Kirche heiliggesprochen wurde. Gregors Hinrichtung verursachte Empörung in ganz Griechenland und im übrigen Europa und führte zu einem Anstieg der Sympathie und Unterstützung für die Rebellen. Das Tor, an dem er aufgehängt wurde, bleibt bis heute geschlossen.

## Ausweitung der Pogrome (bis April 1821)
Am Tag der Erhängung Gregors V. wurden drei Bischöfe und Dutzende anderer Griechen, darunter hohe Beamte der osmanischen Verwaltung, in verschiedenen Teilen der osmanischen Hauptstadt hingerichtet. Unter ihnen waren die Metropoliten Dionysios von Ephesos, Athanasios von Nikomedia, Gregor von Derkoi und Eugenios von Anchialos.
Darüber hinaus signalisierte die Hinrichtung des Patriarchen eine Terrorherrschaft gegen die in Istanbul lebenden Griechen und fanatische Muslime wurden ermutigt, griechische Gemeinschaften im gesamten Osmanischen Reich anzugreifen. So durchstreiften Gruppen fanatischer Muslime, darunter auch Janitscharen, die Straßen der Stadt sowie der umliegenden Dörfer. Sie plünderten griechische Kirchen und Privateigentum und initiierten ein großangelegtes Pogrom. Rund 14 christliche Kirchen wurden schwer beschädigt, einige von ihnen vollständig zerstört. Auch der Gebäudekomplex des Patriarchen wurde zum Ziel. Der neu gewählte Patriarch Eugenius II. rettete sich im letzten Moment mit einer Flucht auf das Dach seines Amtssitzes. Die osmanischen Behörden suchten prominente Griechen aus ganz Istanbul: im Regierungsdienst, in der orthodoxen Kirche oder bei prominenten Familien und töteten sie durch Erhängen oder Enthauptung. Darüber hinaus wurden mehrere hundert griechische Kaufleute in der Stadt getötet.
Bis Mai 1821 nahmen die Beschränkungen für die örtlichen Griechen zu, während weiterhin Kirchen angegriffen wurden. Am 24. Mai legte Patriarch Eugenius den osmanischen Behörden ein Memorandum vor und bat sie, dem griechischen Volk und der Kirche gegenüber barmherzig zu sein. Er behauptete, nur wenige Griechen hätten sich erhoben und nicht die gesamte Nation. Eugenius wiederholte auch die Exkommunikation Gregors gegenüber den Revolutionären. Trotzdem blieben öffentliche Hinrichtungen von Griechen in Istanbul ein tägliches Ereignis. Am 15. Juni 1821 wurden fünf Erzbischöfe und drei Bischöfe hingerichtet. Anfang Juli teilten weitere siebzig das gleiche Schicksal. Zusätzlich wurden 450 Ladenbesitzer und Händler zusammengetrieben und zur Arbeit in Minen geschickt.

## Anti-griechische Massaker in anderen Teilen des Osmanischen Reiches (Mai bis Juli 1821)
Die Pogrome griffen auch auf andere Großstädte des Osmanischen Reiches mit bedeutenden griechischen Bevölkerungsgruppen über. In Adrianopel wurden am 3. Mai der frühere Patriarch Kyrill VI. von Konstantinopel, neun Priester und zwanzig Kaufleute vor der örtlichen Kathedrale gehängt. Andere Griechen mit niedrigerem sozialem Status wurden hingerichtet, ins Exil geschickt oder inhaftiert.
In Smyrna (heute Izmir) wurden zahlreiche osmanische Truppen zusammengezogen, die auf den Befehl warteten, gegen die Rebellen in Griechenland zu marschieren. Sie drangen in die Stadt ein und begingen zusammen mit türkischen Bewohnern ein Massaker an der christlichen Bevölkerung der Stadt. Während eines weiteren Massakers in der überwiegend griechischen Stadt Ayvalık wurde die Stadt niedergebrannt, aus Angst, die Einwohner könnten sich der Revolution in Griechenland anschließen. Auch in Ayvalik wurden Hunderte Griechen getötet und viele der Überlebenden als Sklaven verkauft. In der Folge kam das Leben in der Stadt zum Erliegen und damit auch der bedeutendste Hafen des Osmanischen Reiches. Viele Griechen flohen auf die ägäischen Inseln und nach Griechenland.
Ähnliche Massaker an der griechischen Bevölkerung ereigneten sich in diesen Monaten auch auf den ägäischen Inseln Kos und Rhodos. Ein Teil der griechischen Bevölkerung in Zypern wurde ebenfalls getötet. Unter den Opfern befanden sich der Erzbischof Kyprianos sowie fünf weitere lokale Bischöfe.

## Nachwirkungen
Der britische und der russische Botschafter protestierten heftig gegen die Hinrichtung des Patriarchen. Insbesondere der russische Botschafter Baron Grigori Alexandrowitsch Stroganow protestierte gegen die Behandlung der orthodoxen Christen. Im Juli 1821 erklärte Stroganow, wenn die Massaker gegen die Griechen fortgesetzt würden, wäre dies ein Kriegsakt der Pforte gegen alle christlichen Staaten. Auch die öffentliche Meinung in den europäischen Ländern richtete sich gegen das Osmanische Reich, insbesondere in Russland. Die französische Tageszeitung Le Constitutionnel berichtete am 21. Mai 1821, dass die osmanischen Behörden offiziell beschlossen hätten, „alle christlichen Untertanen des Reiches abzuschlachten.“ Dieselbe Zeitung erklärte auch, es sei die Absicht der osmanischen Regierung, „das Christentum vom Erdboden zu wischen“.
In einem Ultimatum vom 18. Juli 1821 forderte das Russische Reich umgehend einen Rückzug des Osmanischen Reiches aus den Donaufürstentümern, eine Sanierung aller zerstörten Kirchen, den Schutz orthodoxer Christen und eine Garantie der Handelsrechte. Die Hohe Pforte ließ das Ultimatum von acht Tagen verstreichen, woraufhin der russische Botschafter aus Istanbul abgezogen wurde. In der Folge verschlechterten sich die Beziehungen zwischen den Ländern deutlich und gipfelten im Russisch-Türkischen Krieg von 1828/29.
Die Ereignisse in Istanbul lösten ihrerseits Massaker an türkischen Gemeinden in Regionen aus, in denen der griechische Aufstand in vollem Gange war. Andererseits wurde ein Teil der 1453 gesicherten Jurisdiktion des Ökumenischen Patriarchen aufgehoben. Das Patriarchat war bis dahin vom Osmanischen Reich als alleiniger Vertreter der orthodoxen Gemeinschaften des Reiches anerkannt worden. Neben der Führung des griechisch-orthodoxen Millet hatte der orthodoxe Patriarch die alleinige Rechts-, Verwaltung- und Bildungshoheit in seiner Gemeinde.